# 2019年冬季世界大學運動會
第二十九屆冬季世界大學運動會（英語：XXIX Winter Universiade）於2019年3月2日至12日在俄羅斯克拉斯諾亞爾斯克舉行。
這也是俄羅斯首次在該國亞洲部分舉行的國際級賽事。是屆運動會前的國際級賽事包括舉辦1980年夏季奧運的莫斯科、2014年冬季奧運的索契、2018年世界盃足球賽、2013年夏季世界大學生運動會的喀山，它都在該國的歐洲部分舉行。

## 主辦權
2013年4月3日，國際大學運動總會正式確認兩個候選城市：
- 俄羅斯 克拉斯諾亞爾斯克
- 瑞士 瓦萊州

2012年9月1日，举办2019年冬夏大学生运动会的权利招标活动启动。同一天，俄罗斯学生体育联盟（RSSU）向国际大学体育联合会主席克劳德·路易斯·加伦先生发了一封信，说明克拉斯诺亚尔斯克打算申请2019年冬季大运会的主办权。从那一刻起，克拉斯诺亚尔斯克就正式成为了一个申请城市。
克拉斯诺亚尔斯克在2019年冬季世界大学生运动会主办权竞争中的对手是瑞士瓦莱州。
2013年11月9日，國際大學運動總會宣布由克拉斯諾亞爾斯克取得本屆賽事的主辦權。而瓦萊州則早於2013年9月便撤回申辦。

## 象征
根据国际大学体育联合会（FISU）的要求，2019年冬季世界大学生运动会的标志是以拉丁字母“U”-单词“大运会”的第一个字母为基础制作的，城市名称为英语，奥运会举办年份为克拉斯诺亚尔斯克2019年，序号和名称为英语活动-第29届冬季大运会，以及蓝色、黄色、黑色、绿色和红色的5颗星-FISU标志的元素。
2019年克拉斯诺亚尔斯克冬奥会标志中的“U”字象征着冰块，其不规则面显示了西伯利亚自然、岩石山峰和积雪覆盖的斜坡的严重特征。

### 吉祥物
U-Laika為是屆運動會的吉祥物。牠是一隻西伯利亞哈士奇，有忠誠、友好、歡樂和盡顯能量的象徵。

### 倒计时时钟

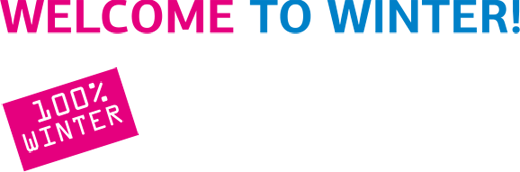
Welcome to Winter!

2016年6月5日，2019年冬季大运会的倒计时钟在克拉斯诺亚尔斯克的叶尼塞河河堤上发射。 倒计时从1,000天开始。屏幕显示克拉斯诺亚尔斯克奥运会正式开幕式前的确切天数，小时数，分钟数和秒数。

2017年10月18日，即2019年冬季大运会开始前500天，大学运动会倒计时时间由俄罗斯体育部长帕维尔·科罗布科夫参加，该地区政府代理主席Viktor Tomenko，2019年第29届冬季大运会Maxim Urazov执行局局长，以及2019年冬季大运会Svetlana Khorkina，Ilia Averbukh和Zlata Demyanova大使。时钟成为克拉斯诺亚尔斯克2019年冬季世界大学生运动会的第二件艺术品，也是Funpark Bobrovy Log的新景点。

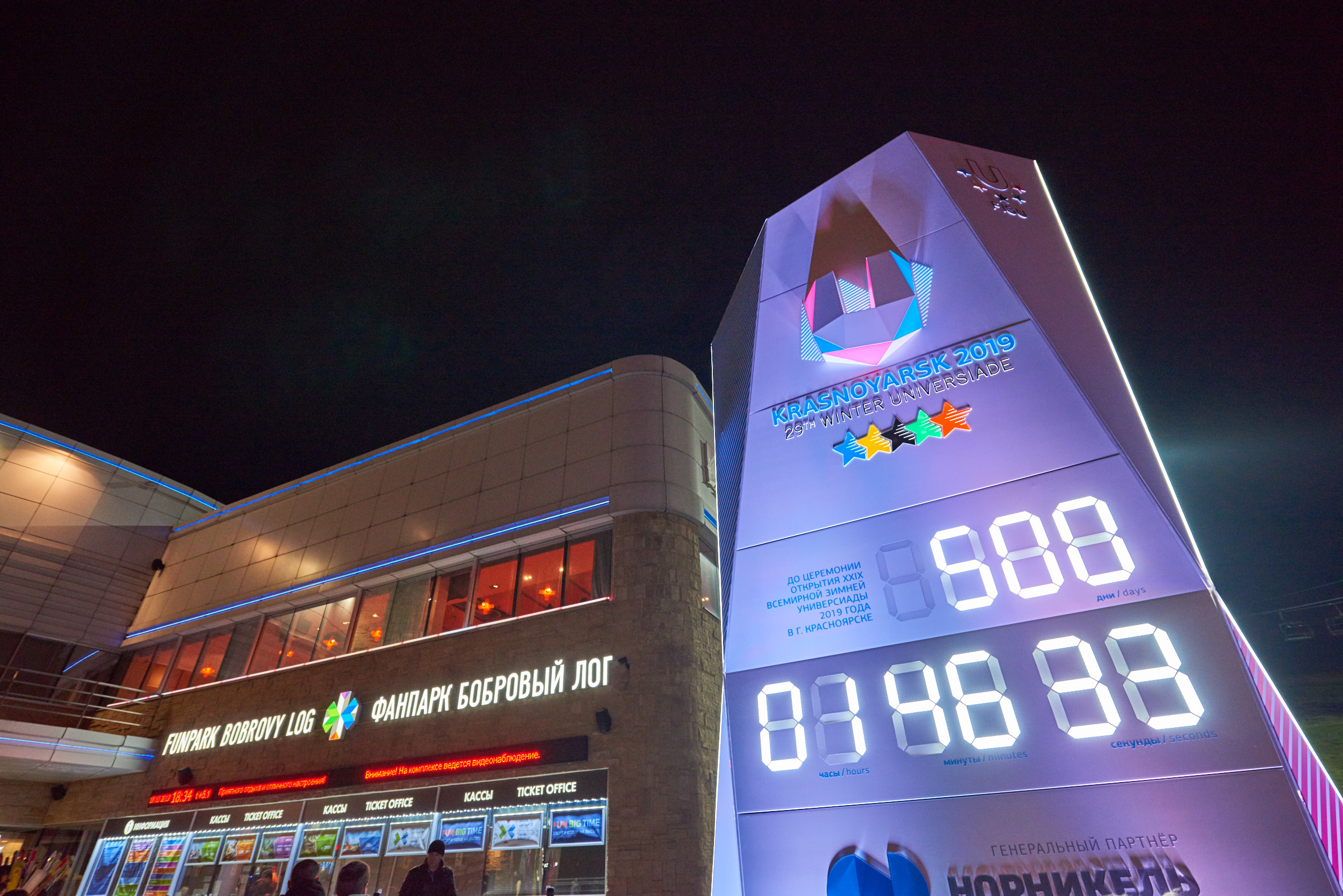
500 days before the start of the 29th Winter Universiade 2019

### 制备
2019年冬季大运会管理系统由四个主要层面组成：组委会，执行局，监督委员会，协调委员会。

#### 组织委员会
2019年冬季大运会的筹备和交付组委会是由俄罗斯联邦政府决议于2014年2月18日第219号创建的。
最初，组织委员会由俄罗斯副总理维塔利·穆特科领导。2018年12月，他被奥尔加戈洛德斯取代。
组委会由俄罗斯联邦国家当局和克拉斯诺亚尔斯克边疆区的代表组成。组委会对大运会的组织和准备作出重要决定;它批准了组织措施的计划和2019年冬季大运会的场地名单。
组委会的组织和技术支持委托给体育部。

### 口號

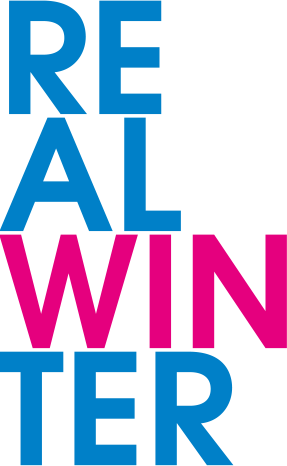
「真正的冬天」（Real Winter）乃是屆運動會的其中一個官方口號。

「真正的冬天」（Real Winter）乃是屆運動會的主口號。另有口號「百份百冬季」（100% Winter）。在廣告及宣傳活動中，另設有口號「歡迎來到冬天！」（Welcome to winter）。

### 火炬
第29届大冬会火炬的圣火于2018年9月20日从意大利都灵开始传递，途经哈萨克斯坦阿拉木图、穿越整个亚欧大陆9月26日到达中国哈尔滨，然后继续在俄罗斯的30个城市间进行传递。

## 場館
主要场馆名单由2019年冬季大运会组委会批准。

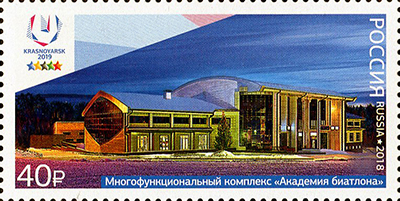
印上場館模樣的紀念郵票。

### 選手村
大运村位于西伯利亚联邦大学校园内，靠近索普卡和大多数高山滑雪场：
- 考虑到大学校园现有的住房基础设施，大运会居住区允许在大运会村为运动员和注册人员提供3000多张床位。
- FSAEI HPO西伯利亚联邦大学多功能中心包括一个训练区和一个带食品生产设施的运动区、一个带可移动看台的体操训练厅，每个看台最多可容纳200个座位，可将一个健身房改造成可容纳700个座位的餐厅。此外，还有一个运动场馆，供运动员在场馆进行训练和热身。
- Perya住宅区为大运村附近的志愿者和支持人员提供了1700多张床位。

### 運動場館

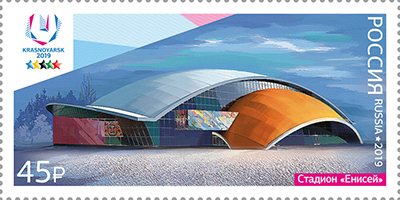
Stamp depicting 叶尼塞河体育场

| 场馆                                   | 比赛项目             | 容纳人数 | 备注   |             |                |       |        |
| -------------------------------------- | -------------------- | -------- | ------ | ----------- | -------------- | ----- | ------ |
| 场馆                                   | 比赛项目             | 容纳人数 | 备注   | Arena Sever | 冰球、短道速滑 | 3,000 | [ 15 ] |
| Biathlon Academy                       | 冬季两项             | 106      | [ 16 ] |             |                |       |        |
| Krasnoyarsk Central Stadium            | 文化事件             | 15,000   | [ 17 ] |             |                |       |        |
| Crystal Ice Arena                      | 冰球                 | 3,500    | [ 18 ] |             |                |       |        |
| Funpark Bobrovy Log                    | 高山滑雪             | 2,500    | [ 19 ] |             |                |       |        |
| Ivan Yarygin Sports Palace             | 冰壶                 | 3,500    | [ 20 ] |             |                |       |        |
| Pervomaisky Ice Arena                  | 冰球                 | 200      | [ 21 ] |             |                |       |        |
| Platinum Arena                         | 开闭幕式、花样滑冰   | 7,000    | [ 22 ] |             |                |       |        |
| Winter Sports Academy – Raduga Cluster | 越野滑雪、滑雪定向   | 1,500    | [ 23 ] |             |                |       |        |
| Winter Sports Academy – Sopka Cluster  | 自由式滑雪、单板滑雪 | 3,300    | [ 24 ] |             |                |       |        |
| Yenisey Stadium                        | 班迪球               | 5,000    | [ 25 ] |             |                |       |        |

## 競賽項目
- 高山滑雪（詳細）（10）
- 班迪球（詳細）（2）
- 冬季兩項（詳細）（9）
- 越野滑雪（詳細）（11）
- 冰壺（詳細）（2）
- 花式滑冰（詳細）（6）
- 自由式滑雪（詳細）（4）
- 冰球（詳細）（2）
- 短道競速滑冰（詳細）（8）
- 滑雪定向（詳細）（5）
- 單板滑雪（詳細）（8）

## 賽程
| OC | 开幕式 | ● | 金牌总数 | 1 | 累计奖牌总数 | CC | 闭幕式 |

| 三月         | 1 五 | 2 六 | 3 日 | 4 一 | 5 二 | 6 三 | 7 四 | 8 五 | 9 六 | 10 日 | 11 一 | 12 二 | 项目 |
| ------------ | ---- | ---- | ---- | ---- | ---- | ---- | ---- | ---- | ---- | ----- | ----- | ----- | ---- |
| 典礼         |      | OC   |      |      |      |      |      |      |      |       |       | CC    |      |
| 高山滑雪     |      |      | 2    | 1    | 1    |      | 1    | 1    | 1    | 1     | 1     |       | 9    |
| 班迪球       | ●    | ●    | ●    | ●    | ●    | ●    | ●    | 1    | ●    | 1     |       |       | 2    |
| 冬季两项     |      |      |      | 2    |      | 2    | 2    |      | 1    | 2     |       |       | 9    |
| 越野滑雪     |      |      | 2    | 2    |      | 2    |      | 1    | 2    |       | 1     | 1     | 11   |
| 冰壶         |      |      | ●    | ●    | ●    | ●    | ●    | ●    | ●    | 2     |       |       | 2    |
| 花样滑冰     |      |      |      |      |      | ●    | 2    | 1    | 2    |       |       |       | 5    |
| 自由式滑雪   |      |      | 2    | 1    |      | 2    |      |      | 2    | 2     | 2     |       | 11   |
| 冰球         | ●    | ●    | ●    | ●    | ●    | ●    | ●    | ●    | ●    | ●     | 1     | 1     | 2    |
| 短道速滑     |      |      |      | 2    | 2    | 4    |      |      |      |       |       |       | 8    |
| 滑雪定向     |      |      |      | 2    | 2    |      | 1    |      |      | 2     |       |       | 7    |
| 单板滑雪     |      |      | 2    |      | 2    | 2    |      | 2    |      | 2     |       |       | 10   |
| 金牌总数     |      |      | 8    | 10   | 7    | 12   | 6    | 5    | 8    | 13    | 5     | 2     | 76   |
| 累计奖牌总数 |      |      | 8    | 18   | 25   | 37   | 43   | 48   | 56   | 69    | 74    | 76    |      |
| 三月         | 1 五 | 2 六 | 3 日 | 4 一 | 5 二 | 6 三 | 7 四 | 8 五 | 9 六 | 10 日 | 11 一 | 12 二 | 项目 |

## 參賽國家和地區
- 阿富汗（2）
- 阿根廷
- 亚美尼亚（5）
- 奥地利（10）
- 白俄罗斯（22）
- 比利时
- 巴西（2）
- 保加利亚（4）
- 加拿大（91）
- 中国（83）
- 克罗地亚
- 捷克
- 爱沙尼亚（13）
- 芬兰（89）
- 法国（21）
- （8）
- 德国（30）
- 英国
- 中国香港（6）
- 匈牙利
- 冰岛（1）
- 印度尼西亚
- 爱尔兰（1）
- 以色列
- 意大利（2）
- 日本（27）
- （95）
- 拉脱维亚（34）
- 黎巴嫩（1）
- 列支敦士登（1）
- 立陶宛（6）
- 卢森堡（1）
- 马来西亚（1）
- 墨西哥
- 摩尔多瓦（2）
- 蒙古
- 尼泊尔
- 荷兰（13）
- 挪威
- 菲律宾（1）
- 波兰（11）
- 葡萄牙（1）
- 罗马尼亚（3）
- 俄罗斯（296）（主辦國）
- 塞尔维亚（3）
- 斯洛伐克（4）
- 斯洛文尼亚（3）
- 韩国（15）
- 西班牙
- 瑞典（76）
- 瑞士（19）
- 泰国（4）
- 土耳其
- 阿拉伯联合酋长国（1）
- 美国
- （5）

## 獎牌榜
*   主办国家/地区（俄羅斯）
| 排名                      | 国家 / 地区               | 金牌 | 銀牌 | 銅牌 | 总计 |
| ------------------------- | ------------------------- | ---- | ---- | ---- | ---- |
| 1                         | 俄羅斯（RUS）*            | 41   | 39   | 31   | 111  |
| 2                         | （KOR）                   | 6    | 4    | 4    | 14   |
| 3                         | 日本（JPN）               | 5    | 4    | 4    | 13   |
| 4                         | 奥地利（AUT）             | 3    | 3    | 0    | 6    |
| 5                         | 芬兰（FIN）               | 3    | 2    | 7    | 12   |
| 6                         | 挪威（NOR）               | 3    | 2    | 3    | 8    |
| 7                         | 法國（FRA）               | 2    | 4    | 7    | 13   |
| 8                         | 瑞士（SUI）               | 2    | 2    | 3    | 7    |
| 9                         | 德国（GER）               | 2    | 1    | 2    | 5    |
| 9                         | 瑞典（SWE）               | 2    | 1    | 2    | 5    |
| 11                        | 白俄羅斯（BLR）           | 2    | 1    | 0    | 3    |
| 12                        | 捷克（CZE）               | 1    | 2    | 3    | 6    |
| 13                        | 加拿大（CAN）             | 1    | 2    | 2    | 5    |
| 14                        | 中國（CHN）               | 1    | 2    | 1    | 4    |
| 15                        | 義大利（ITA）             | 1    | 1    | 1    | 3    |
| 16                        | 波蘭（POL）               | 1    | 1    | 0    | 2    |
| 17                        | （KAZ）                   | 0    | 4    | 4    | 8    |
| 18                        | 斯洛伐克（SVK）           | 0    | 1    | 0    | 1    |
| 19                        | 英國（GBR）               | 0    | 0    | 1    | 1    |
| 19                        | （GEO）                   | 0    | 0    | 1    | 1    |
| 总计（共20个国家 / 地区） | 总计（共20个国家 / 地区） | 76   | 76   | 76   | 228  |

## 郵票
由俄羅斯郵政發行

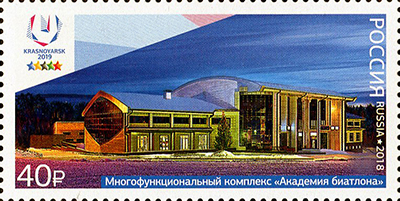
Multi-purpose Complex «Biathlon Academy»
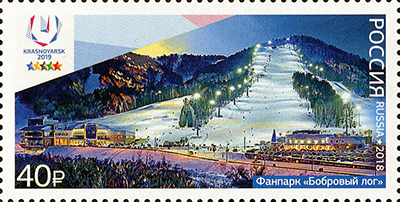
Alpine Skiing Complex Fun Park «Bobrovy Log»
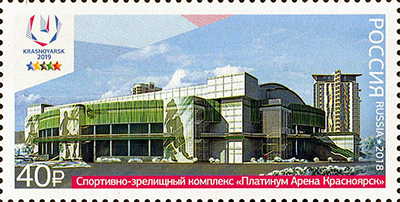
«Platinum Arena» Ice Arena
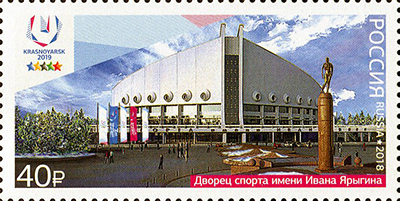
Ivan Yarygin Sports Palace

## 开幕式

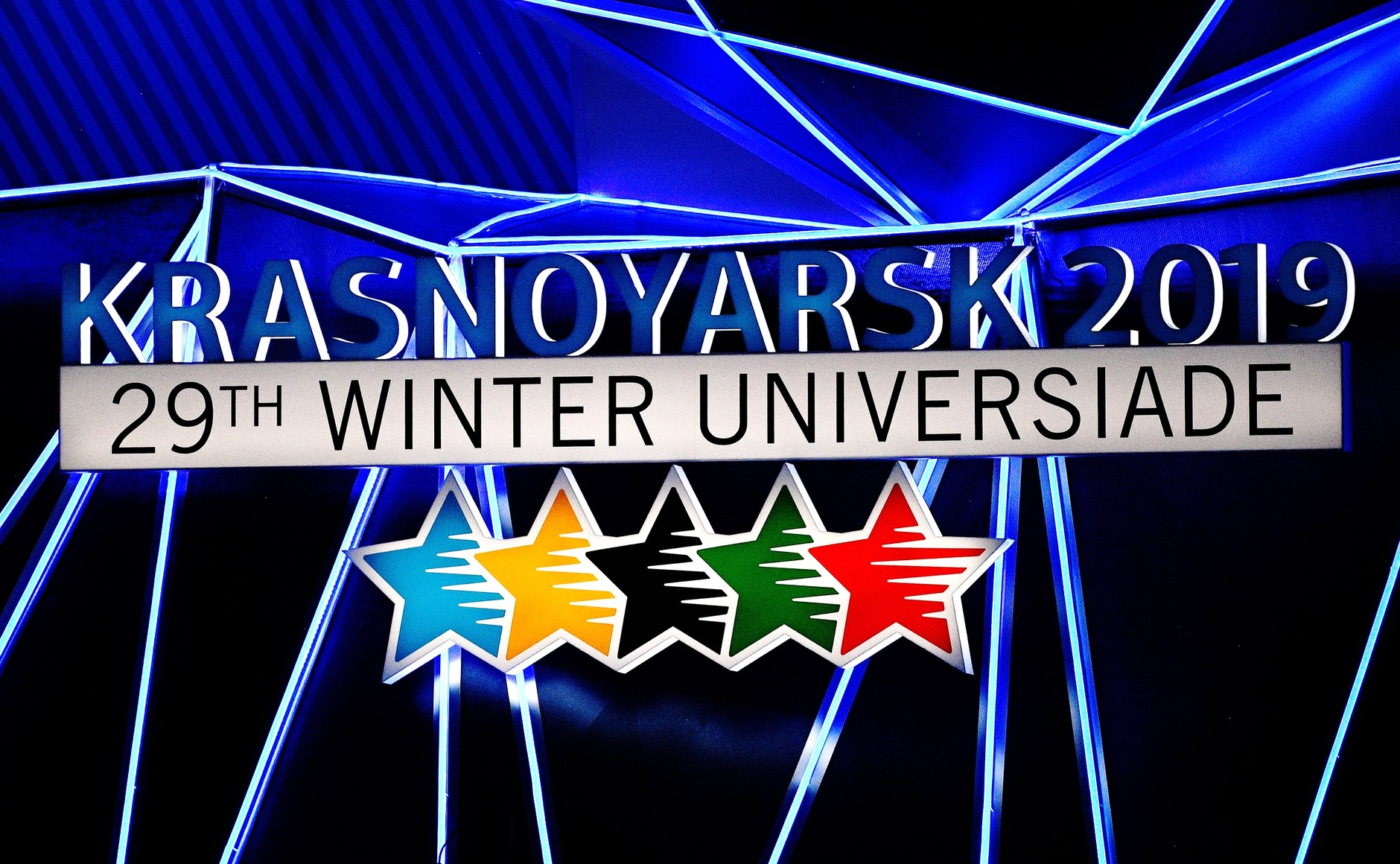

开幕式在Platinum Arena举行，当地时间20:19至22:47（克拉斯诺亚尔斯克时间）。由俄罗斯总统弗拉基米尔普京正式开幕。
开幕式的特色是在克拉斯诺亚尔斯克出生的瓦西里·伊万诺维奇·苏里科夫画作。 在其中一个中，他使用了“捕获雪城”。 民间歌曲“Valenki”由Nyusha为即将到来的Maslenitsa执行。 然后，歌手扎拉在金色的月亮上唱了一首摇篮曲。 此外，在作家Viktor Astafyev，画家Andrey Pozdeyev和歌剧演唱家Dmitry Khvorostovsky等着名西伯利亚人的仪式中也有提及。 最后一部分是花样滑冰运动员Alexei Yagudin。
这是历史上第一次通过一个乐队球点燃火炬。

## 闭幕式
闭幕式于2019年3月12日下午20:00至21:30在白金竞技场举行（克拉斯诺亚尔斯克时间），并将国际大体联会旗移交给下一届主办城市瑞士的卢塞恩。

## 外部連結
- 2019年冬季世界大學運動會的Facebook專頁